# ローズタワー
ローズタワーは、アラブ首長国連邦のドバイのシェイク・ザーイド・ロードにある超高層ホテル。真上から見るとバラの形をしていることが名称の由来となっている。

## 概要
当初の構想では高さ380mだったが333mに縮小された。竣工当時は、ブルジュ・アル・アラブ（321m）を抜いて世界で最も高いホテルであったが、2012年に同じくドバイのJW・マリオット・マーキス・ドバイ・ホテル（355m）に追い越されて第2位に、現在はサウジアラビアのメッカに建設されたアブラージュ・アル・ベイト・タワーズ（601m）が世界で最も高いホテルとなりローズタワーは第3位である。
セキュリティが厳しく、宿泊者以外の入場はできない。ドバイでは数少ないアルコールの飲める高級ホテルである。
ホテルはアブダビに本部を構え中東・北アフリカでホテルを展開しているロタナが運営している。